# Régional Compagnie Aérienne Européenne
Régional Compagnie Aérienne Européenne или Régional — дочерняя авиакомпания Air France, соединяющая аэропорты Парижа, Лиона, Клермон-Феррана и Бордо с 49 другими европейскими аэропортами. Штаб-квартира компании расположена в Бугине в аэропорту Нантс Атлантик. Так как авиакомпания принадлежит Air France, на самолетах Régional пишется название и логотип Air France.

## История
30 марта 2001 года состоялось слияние Flandre Air, Proteus Airlines, и Regional Airlines в Régional.
В 2006 году компания стала первой из европейских авиалиний в эксплуатации которой появился самолет Embraer 190.
С 31 марта 2013 года авиакомпания работает под брендом HOP!.

## Самолёты компании
Самолеты Régional (на март 2011):
| Самолёт     | В эксплуатации | Ожидается поставить | Пассажирских мест |
| ----------- | -------------- | ------------------- | ----------------- |
| Embraer 135 | 6              | 0                   | 37                |
| Embraer 145 | 27             | 0                   | 50                |
| Embraer 170 | 10             | 0                   | 76                |
| Embraer 190 | 10             | 4                   | 100               |
| Всего       | 53             | 4                   |                   |

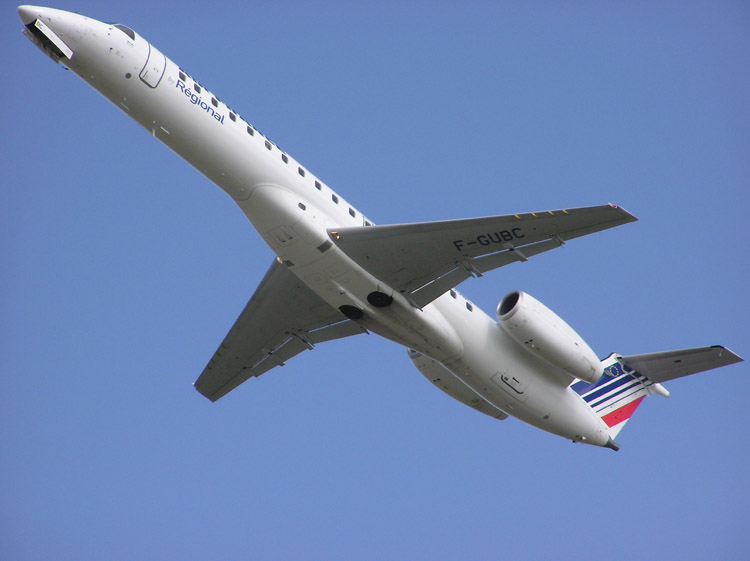
Embraer ERJ 145, принадлежащий Regional

Среднее время эксплуатации самолета 7.5 лет (на июнь 2011).